# 키즈TV
글로벌A는 어린이 대상 만화, 교육 전문 채널이다. 방송 시간은 24시간 365일 연중무휴이다.